# Atrichopogon longicalcar
Atrichopogon longicalcar är en tvåvingeart som beskrevs av Remm 1961. Atrichopogon longicalcar ingår i släktet Atrichopogon och familjen svidknott. Inga underarter finns listade i Catalogue of Life.